# 希爾達雷村 (吉蘭省)
希爾達雷村（波斯語：شيردره），是伊朗吉兰省阿姆拉什县中央區南阿姆拉什鄉的一个村。2006年人口普查顯示該村人口为39人，分佈在11个家庭中。